# Кіровоградобленерго
ПрАТ «Кіровоградобленерго» — приватна компанія зі штаб-квартирою в місті Кропивницький. Займається розподілом електроенергії у Кіровоградській області.
Мажоритарним власником компанії (як і ще 11 обленерго) є російський олігарх і довірена особа Путіна Олександр Бабаков.

## Історія
Державне енергопостачальне підприємство «Кіровоградобленерго» у складі: Кіровоградських західних електричних мереж (КЗЕМ) та Кіровоградських східних електричних мереж (КСЕМ), створене в червні 1995 року на базі відособлених підрозділів виробничого енергетичного об'єднання «Дніпроенерго» в процесі реструктуризації електроенергетичної галузі України та її підготовки до функціонування в ринкових умовах.
В серпні 1995 року, на підставі наказу  Міністерства енергетики та електрифікації України  від 01.08.1995 р. № 140, на базі Державного підприємства «Кіровоградобленерго» створено Державну акціонерну енергопостачальну компанію «Кіровоградобленерго».
За рішенням Загальних зборів акціонерів від 14 травня 1999 року ДАЕК «Кіровоградобленерго» змінила назву на відкрите акціонерне товариство «Кіровоградобленерго».
У травні 2001 року, за результатами проведеного Фондом державного майна України конкурсу з продажу пакету акцій, контрольний пакет акцій ВАТ «Кіровоградобленерго» придбано словацькою компанією Vychodoslovenske Energeticke Zavode S.P. Kosice (Східнословацькі енергетичні заводи, державне підприємство, Кошице).
Надалі, ВАТ «Кіровоградобленерго» стало частиною компані «VS Energy International», що належить російським олігархам.
29 березня 2011 року, на виконання вимог Закону України «Про акціонерні товариства» та за рішенням Загальних зборів акціонерів, які відбулися 18 березня 2011 року, найменування Товариства змінено на публічне АТ «Кіровоградобленерго».
30 квітня 2021 року компанія ДТЕК придбала міноритарний пакет акцій компанії, отримавши 24,5 % з розглядом можливої купівлі контрольного пакету за умови дозволу Антимонопольного комітету України.
До складу ПрАТ «Кіровоградобленерго» входять:
- Благовіщенський РЕМ;
- Бобринецький РЕМ;
- Гайворонський РЕМ;
- Голованівський РЕМ;
- Добровеличківський РЕМ;
- Долинський РЕМ;
- Знам'янський РЕМ;
- Компаніївський РЕМ;
- Кіровоградський міський РЕМ;
- Кіровоградський РЕМ;
- Маловисківський РЕМ;
- Новгородківський РЕМ;
- Новоархангельський РЕМ;
- Новомиргородський РЕМ;
- Новоукраїнський РЕМ;
- Олександрівський РЕМ;
- Олександрійський РЕМ;
- Онуфріївський РЕМ;
- Петрівський РЕМ;
- Світловодський РЕМ;

## Діяльність
Територія обслуговування АТ «Кіровоградобленерго» становить 24,6 тис. км². Загальна протяжність ліній електропередачі — 26 492,8 км. Кількість трансформаторних підстанцій — 6 890 шт. Обслуговується 457 409 споживачів електроенергії, з яких 445 552 побутових.

## Розслідування
Влітку 2023 року, ДБР викрило десятки компаній, афілійованих з російськими власниками, діяльність яких підпадала під дію пункту 11 частини першої статті 4 Закону України «Про санкції». Серед кінцевих бенефіціарів цих комерційних структур знаходилися одіозні російські олігархи та особи наближені до Кремля. Вищий антикорупційний суд України за матеріалами ДБР розглянув та прийняв низку рішень про застосування санкцій до комерційних структур та їх власників. ВАКС також заарештував активи та розглядає питання націоналізації стосовно АТ «Кіровоградобленерго» (72,9 %).